# Jorge Hourton

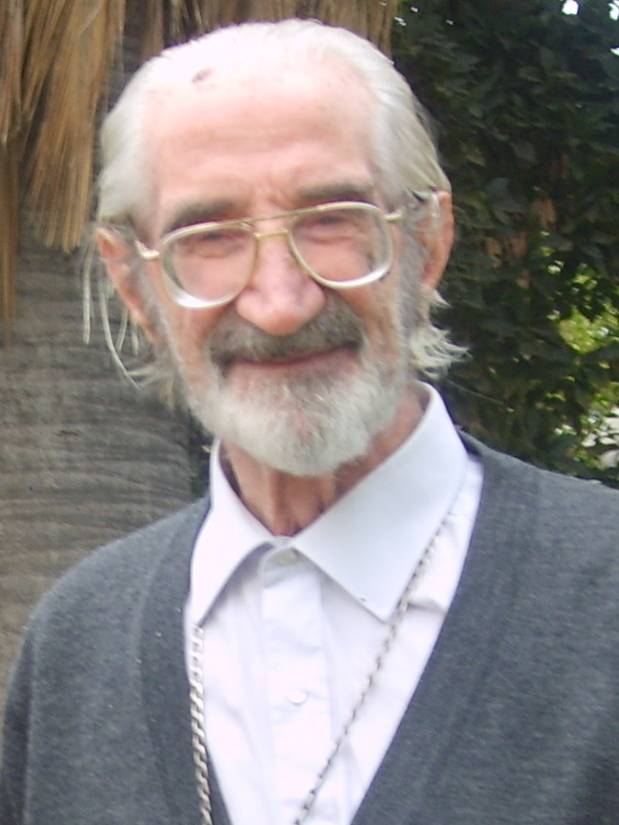
Jorge Hourton (2008)

Jorge Maria Hourton Poisson (* 27. Mai 1926 in Saubusse, Frankreich; † 5. Dezember 2011 in Santiago de Chile, Chile) war ein französisch-chilenischer Geistlicher, Theologe und Menschenrechtler. Er war römisch-katholischer Bischof.

## Leben
Jorge Hourton, Sohn von Bernardo Hourton und Juana Poisson, studierte im Priesterseminar von Santiago und der Theologischen Fakultät an der Katholischen Universität von Chile und empfing am 24. September 1949 in der Kathedrale von Santiago von Kardinal José María Caro Rodríguez, Erzbischof von Santiago, die Priesterweihe für das Erzbistum Santiago de Chile. Am Angelicum in Rom wurde er zum Doktor der Philosophie promoviert. Er lehrte an der Katholischen Universität von Chile und dem Seminar. Hourton wurde 1967 Rektor des Seminars von Santiago, Dekan der Renca und Vikar für Bildung in Temuco. 1969 erhielt er die chilenische Staatsbürgerschaft.
Papst Paul VI. ernannte Hourton am 5. Februar 1969 zum Titularbischof von Materiana und bestellte ihn zum Weihbischof in Puerto Montt. Der Erzbischof von Puerto Montt, Alberto Rencoret Donoso, spendete ihm am 20. April desselben Jahres die Bischofsweihe; Mitkonsekratoren waren Erzbischof Emilio Tagle Covarrubias, Bischof von Valparaíso, und Carlos González Cruchaga, Bischof von Talca. Am 18. Februar 1974 wurde er von Papst Paul VI. zum Weihbischof in Santiago de Chile ernannt.
Jorge Hourton war ein Gegner der Militärdiktatur unter Augusto Pinochet; ihm wurde die Erlaubnis entzogen, Theologie zu lehren. Er lebte eine Zeitlang in Frankreich, lag im Streit mit der römischen Kurie und engagierte sich für die Menschenrechte. Er unterstützte die Chilenen, die ihr Land während der Diktatur verlassen mussten, und förderte die Sommeruniversitäten für exilierte Studenten in Europa. Er war enger Mitarbeiter von Kardinal Raúl Silva Henríquez und wurde der „rote Bischof“ genannt.
Am 11. Februar 1992 wurde Hourton von Papst Johannes Paul II. zum Weihbischof in Temuco ernannt. Am 21. September 2001 nahm Papst Johannes Paul II. sein altersbedingtes Rücktrittsgesuch an.
Hourton war Professor an der Katholischen Universität von Chile und von 1992 bis 1998 Präsident der Universidad Católica de Temuco. Er war auch Rektor der Katholischen Universität von Araucania. Er hatte verschiedene Positionen in der Lateinamerikanischen Bischofskonferenz (CELAM) inne. Er schrieb mehrere Bücher über Theologie, Politik und Demokratie.